# Abubaker Ali Kamal
Abubaker Ali Kamal, född den 8 november 1983, är en qatarisk friidrottare som tävlar i medeldistanslöpning och i hinderlöpning.
Kamal deltog på 1 500 meter vid VM för juniorer 2000 där han slutade sjua. Vid VM för juniorer 2002 deltog han på 3 000 meter hinder och slutade då trea. Samma år blev han trea vid Asiatiska mästerskapen på 3 000 meter hinder. 
Under 2005 blev han asiatisk mästare på 1 500 meter. Vid VM 2007 valde han att tävla på 3 000 meter hinder och slutade då elva. Vid Olympiska sommarspelen 2008 blev han åtta i hinderlöpning på tiden 8:16,59.

## Personliga rekord
- 1 500 meter - 3:36,63
- 3 000 meter hinder - 8:15,80